# Susan Barse Miller
Susan Barse Miller (c. 1876 - 11 de janeiro de 1935) foi uma pintora americana. Ela era membro da Laguna Beach Art Association.